# Mathilda Fogman
Mathilda Charlotta Fogman, född 12 mars 1835 i Kuivakangas i svenska Övertorneå socken, död 1921, var en svensk barnmorska och læstadian. Hon intog en för sitt kön ovanlig ledande ställning inom den læstadianska rörelsen i Övertorneå.
Matilda Fogman, som var dotter till en sergeant, var 19 år när blev hon omvänd av Johan Raatamaa och blev en ofta gäst hos Lars Levi Læstadius i Pajala. Inom väckelsen skötte hon korrespondensen mellan församlingarna i Sverige, Finland och Amerika samt översatte Raatamaas brev till svenska och samordnade utsändningen av predikanter till olika områden. Efter pensioneringen bosatte hon sig i Nuotioranta i finska Övertorneå. 